# Rogslösa distrikt
Rogslösa distrikt är ett distrikt i Vadstena kommun och Östergötlands län. 
Distriktet ligger mellan Vättern och Tåkern, söder om Vadstena. 

## Tidigare administrativ tillhörighet
Distriktet inrättades 2016 och utgörs av en del av området som Vadstena stad omfattade till 1971, delen som före 1967 utgjorde Rogslösa socken.
Området motsvarar den omfattning Rogslösa församling hade vid årsskiftet 1999/2000.